# Shinkansen Serie 200
El Shinkansen Serie 200 (200系?) era un tipo de tren de alta velocidad introducido por los Ferrocarriles Nacionales Japoneses (JNR) para las líneas ferroviarias Tōhoku Shinkansen y Joetsu Shinkansen, en Japón. Fueron operados por la East Japan Railway Company (JR Este) hasta el año 2013. En realidad, eran anteriores a los trenes de la Serie 100, ya que se construyeron entre 1980 y 1986, aunque esta circunstancia fue debida a que la numeración inicial dependió del sector en que iban a operar y no de su orden de fabricación. Fue uno de los dos ganadores del 23º Premio Laurel presentado por el Japan Railfan Club, el primer tipo de Shinkansen en recibir este premio. Las últimas unidades comenzaron a retirarse del servicio regular en marzo de 2013, proceso completado un mes después.

## Diseño
Los trenes Shinkansen de la serie 200 se parecían a los trenes 0 series anteriores en estilo (algunas unidades posteriores tenían la 'nariz de tiburón' puntiaguda de la serie 100), pero eran más ligeras y potentes, ya que estas dos líneas son rutas de montaña y tienen pendientes más pronunciadas. Estas líneas también son propensas a las nevadas y los trenes tenían instalados pequeños quitanieves, así como protección de equipos contra la nieve.
Originalmente se pintaron en marfil con una banda de ventana verde y una banda lateral en la parte inferior de la carrocería, pero varios juegos se renovaron y pintaron en un esquema superior blanco / inferior azul oscuro con nuevas ventanas envolventes de cabina de 1999.
Las primeras unidades eran capaces de 210 km/h (130,5 mph), pero las posteriores pueden hacer 240 km/h (149 mph), y cuatro se convirtieron para ser capaces de 275 km/h (170,9 mph). Algunas unidades también se modificaron con couplers retráctil en la nariz para acoplarse con conjuntos  Yamagata Shinkansen Tsubasa y  Akita Shinkansen Komachi  Mini-shinkansen. Además, algunos de los últimos trenes Shinkansen de la serie 200 estaban equipados con vagones de dos pisos, que tenían compartimentos de clase estándar semiabiertos en el suelo inferior y asientos de clase verde (primera clase) en el suelo superior. Estos también han sido retirados del servicio.
El retiro de las unidades anteriores comenzó en 1997 y el último conjunto sin restaurar restante se retiró en mayo de 2007.

## Variantes
Desde su introducción en 1982, los equipos de la serie 200 se han operado en varias formaciones diferentes, como se describe a continuación.

### Trenes E (1982 y 1993)
Juegos de 12 vagones para los servicios  Yamabiko y Aoba de Tōhoku Shinkansen, y para los servicios  Jōetsu Shinkansen y Asahi de Toki. Estos tenían una velocidad máxima de 210 km/h (130,5 mph) y permanecieron en servicio hasta principios de 1993.
Los conjuntos E de 12 coches se formaron de la siguiente manera.
| Coche No.    | 1   | 2   | 3   | 4   | 5       | 6   | 7   | 8   | 9   | 10  | 11  | 12  |
| ------------ | --- | --- | --- | --- | ------- | --- | --- | --- | --- | --- | --- | --- |
| Denominación | Mc  | M'  | M   | M'  | Mk      | M'  | Ms  | M'  | MB  | M'  | M   | M'c |
| Numeración   | 221 | 226 | 225 | 226 | 225-400 | 226 | 215 | 226 | 237 | 226 | 225 | 222 |

### Trenes F (1983–2007)

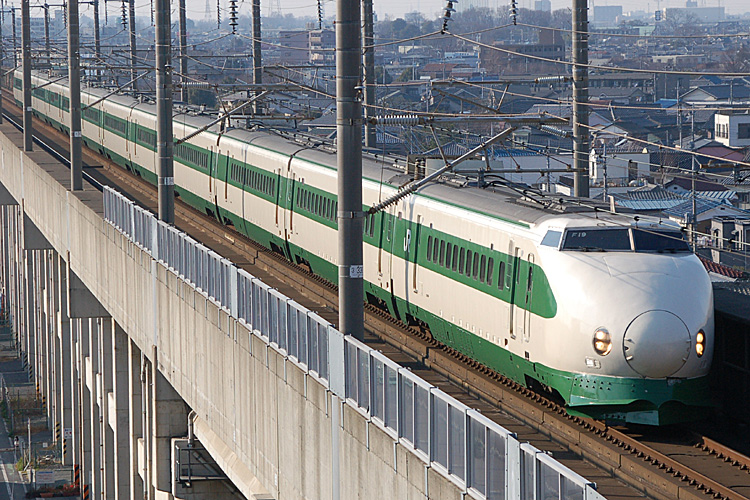
Composición F19 de 12 coches, en marzo de 2006

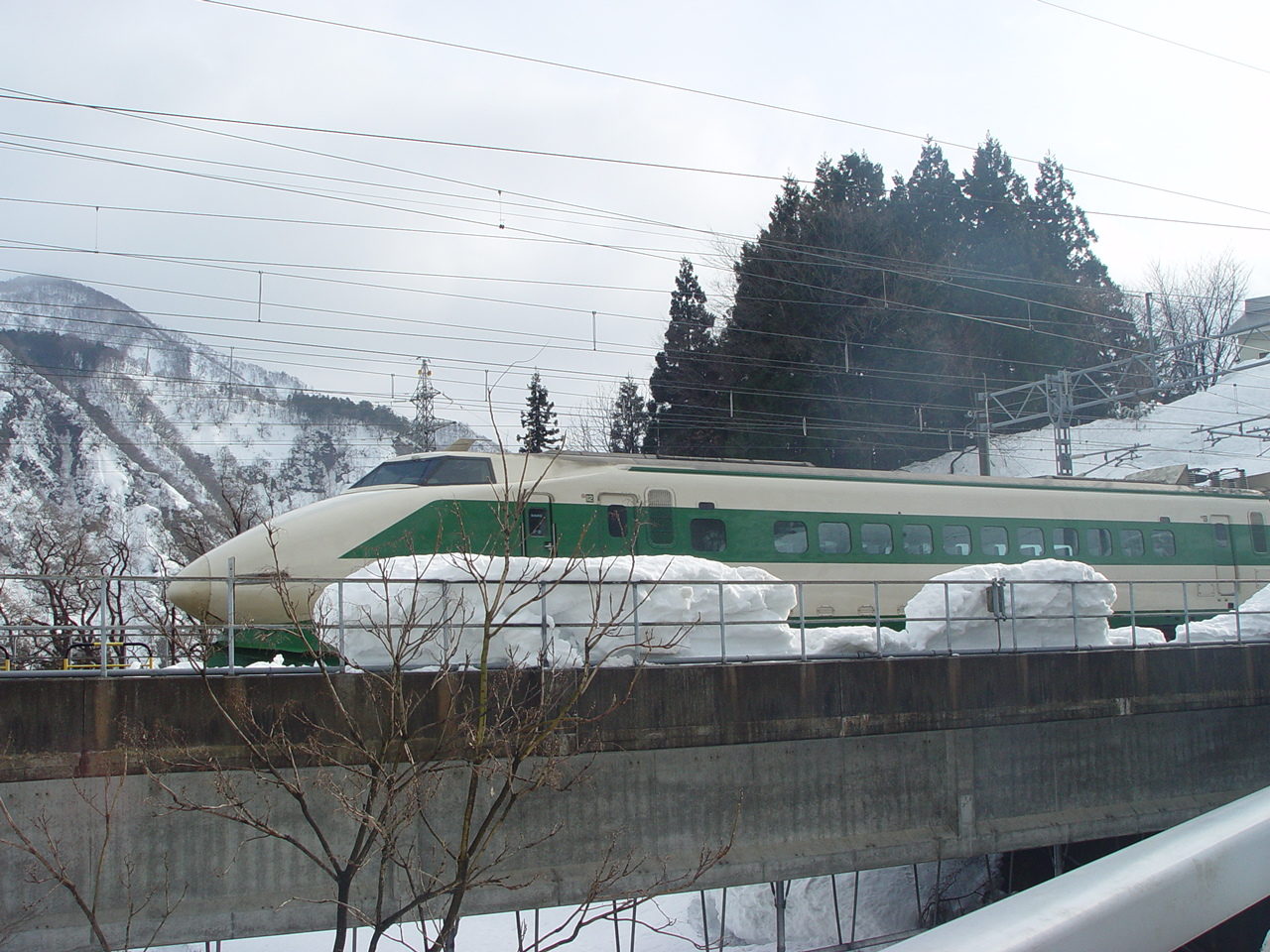
Composición F8 de 12 coches en la Línea Gala-Yuzawa con el morro afilado, en enero de 2006

Conjuntos de la serie 200-1000 de 12 coches con una velocidad máxima de 240 km/h (149 mph) que se introdujeron en noviembre de 1983.
A partir de marzo de 1990, se actualizaron cuatro conjuntos F de 12 coches seleccionados (F90–F93, anteriormente F54, F59, F14, F16), lo que les permitió funcionar a un máximo de 275 km/h (170,9 mph) en una pequeña cantidad de servicios down Asahi. Los servicios 275 km/h (170,9 mph) se suspendieron en Jōetsu Shinkansen desde 1998, con la introducción de los trenes E2 series, y los juegos F90 se usaron posteriormente de manera intercambiable con otros juegos 240 km/h (149 mph) F.
Algunos conjuntos F son similares a los conjuntos H en que los vagones de remolque de conducción se construyeron con una nariz puntiaguda, al igual que este último. Sin embargo, estos trenes cuentan con una línea verde sólida a diferencia de los conjuntos H, donde tienen dos líneas verdes, una gruesa y otra delgada, separadas por una sección blanca delgada cerca de la parte inferior.

#### Composiciones
Los conjuntos F de 12 coches se formaron de la siguiente manera, con el auto 1 en el extremo de Tokio. El vagón 11 era un vagón verde (primera clase) y el vagón 9 tenía un mostrador de buffet.
| Coche No.    | 1   | 2   | 3   | 4   | 5       | 6   | 7   | 8   | 9   | 10  | 11  | 12  |
| ------------ | --- | --- | --- | --- | ------- | --- | --- | --- | --- | --- | --- | --- |
| Denominación | Mc  | M'  | M   | M'  | Mk      | M'  | M   | M'  | MB  | M'  | MS  | M'c |
| Numeración   | 221 | 226 | 225 | 226 | 225-400 | 226 | 225 | 226 | 237 | 226 | 215 | 222 |

Los coches 2, 4, 10 y 12 estaban equipados cada uno con una cruceta pantograph. (3, 5, 7 y 9 para conjuntos F90-93)

#### Interior

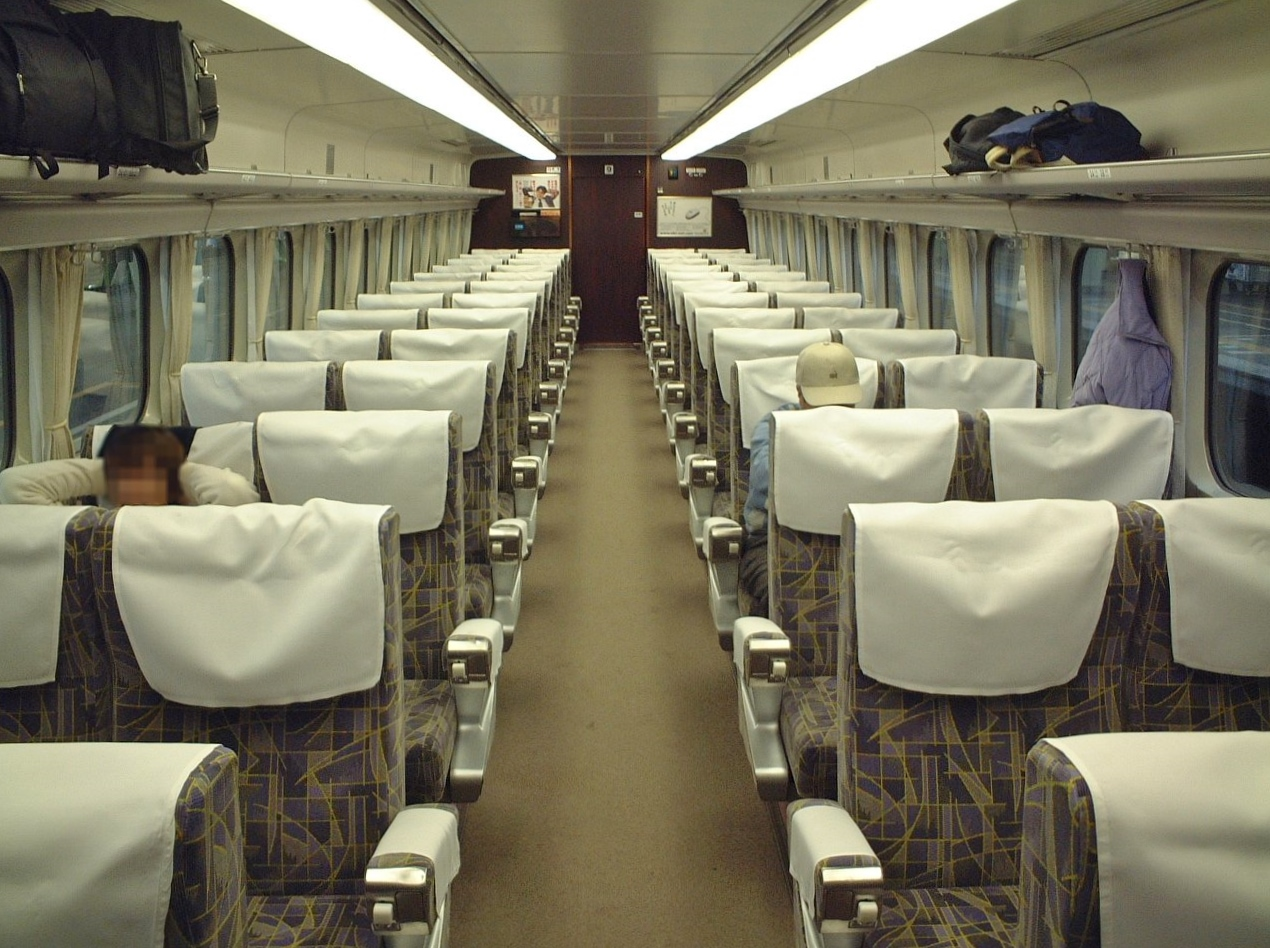
Coche verde en enero de 2002
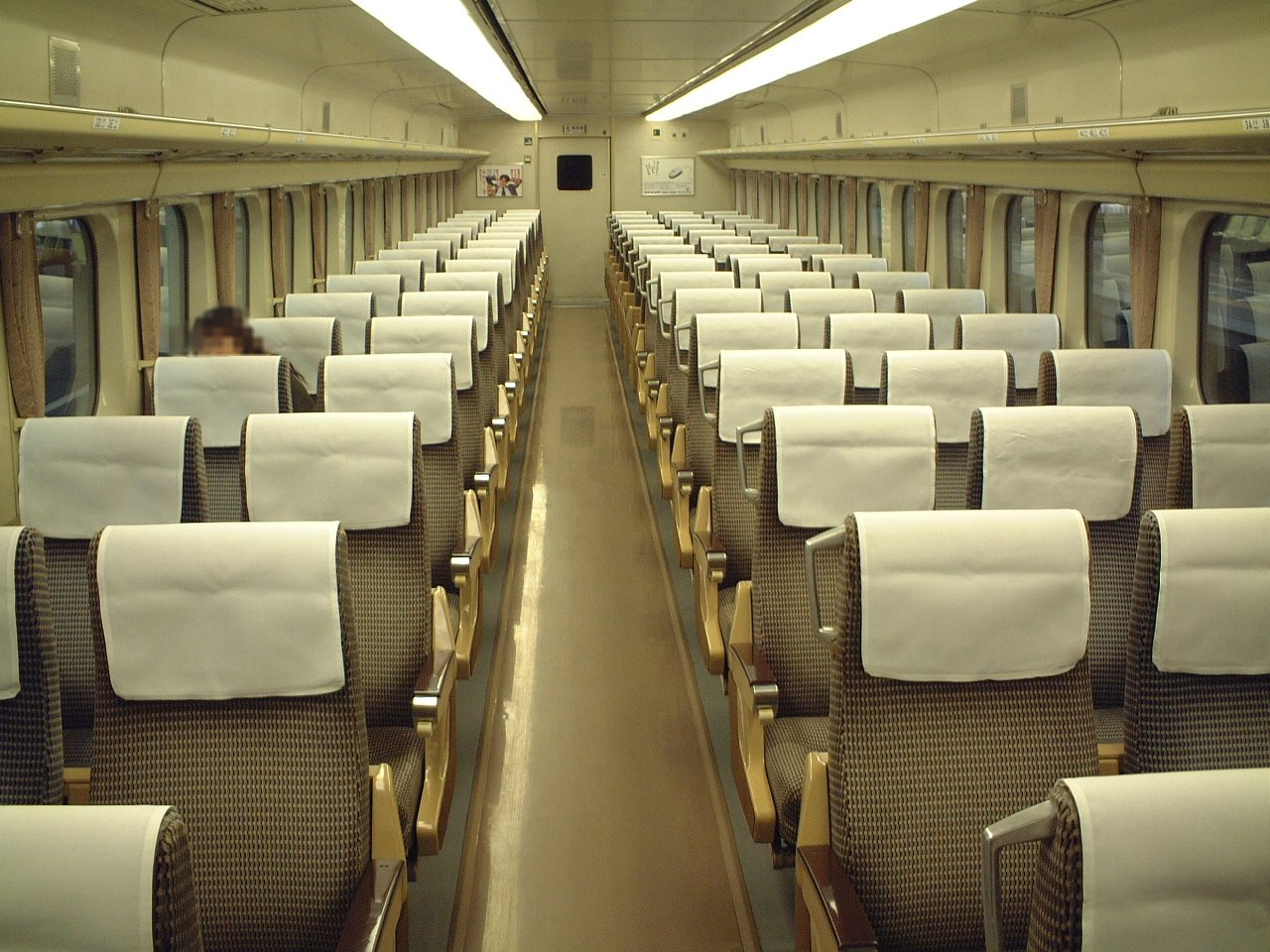
Coche de clase estándar con filas de 3+2 asientos en enero de 2002

#### Trenes F80

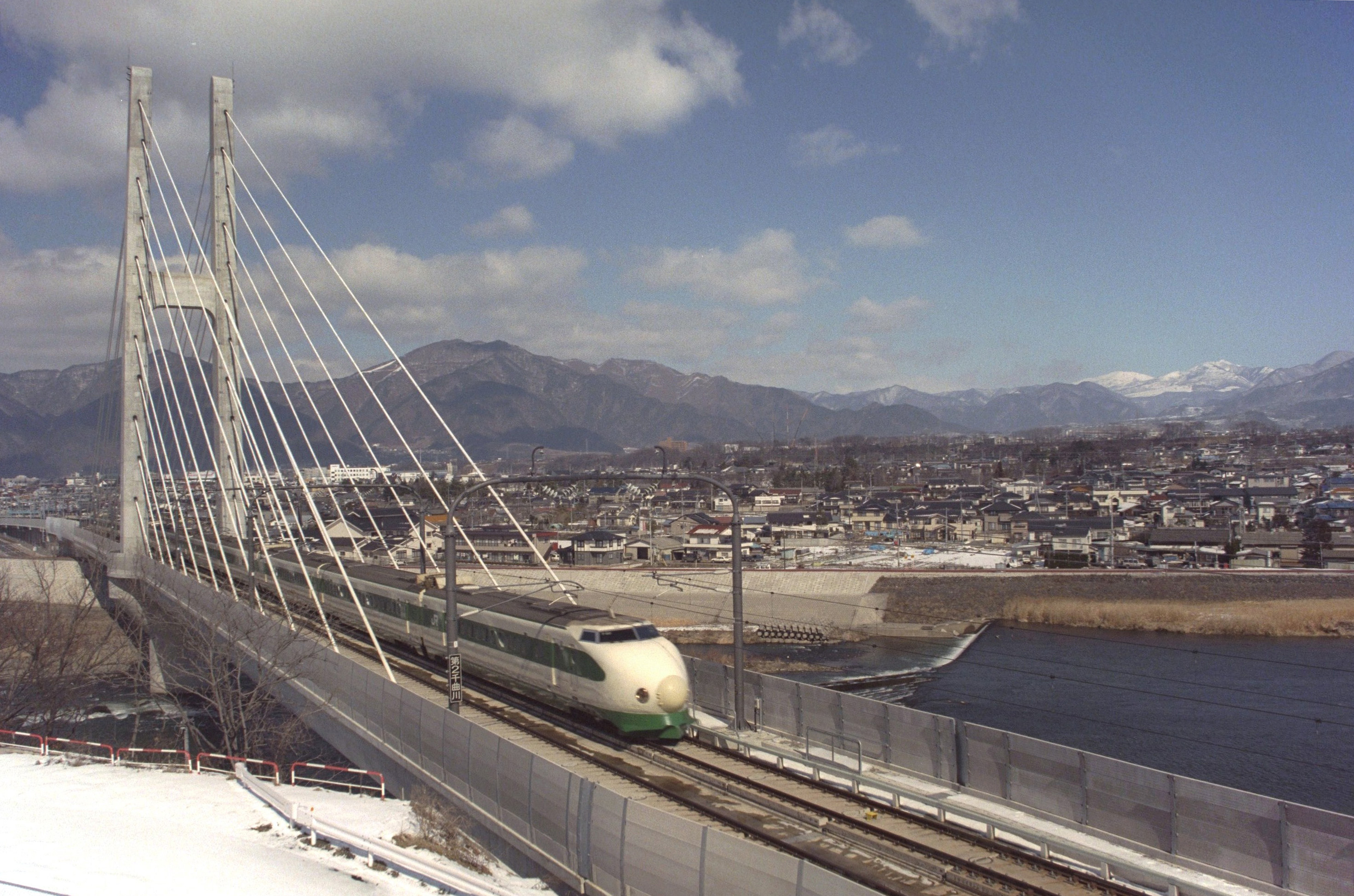
Tren F80 modificado en un servicio "Asama" del Nagano Shinkansen, en febrero de 1998

Un conjunto F, F17, se modificó especialmente en Sendai Depot entre agosto de 1997 y enero de 1998 para su uso en servicios Hokuriku Shinkansen Asama adicionales en febrero de 1998 durante el juegos Olímpicos de Nagano 1998 celebrado en Nagano. El tren pasó a ser F80 y las modificaciones incluyeron la capacidad de operar con fuentes de alimentación aéreas de 25 kV CA 50 Hz y 60 Hz, medidas de ahorro de peso para cumplir con la restricción de carga por eje de 16 toneladas y equipo de control adicional para hacer frente a la Pendiente 30‰ del Nagano Shinkansen. La velocidad máxima se limitó a 210 km/h (130,5 mph) cuando se operaba en el Nagano Shinkansen.
Los asientos de los vagones finales, vagones 1 y 12, se sustituyeron por
Asientos estilo  E2 series para reducir el peso.
El tren se formó de la siguiente manera, con el vagón 1 en el extremo de Tokio. El vagón 11 era un vagón verde (primera clase) y el vagón 9 tenía un mostrador de buffet.
| Coche No.    | 1        | 2        | 3        | 4        | 5        | 6        | 7        | 8        | 9        | 10       | 11       | 12       |
| ------------ | -------- | -------- | -------- | -------- | -------- | -------- | -------- | -------- | -------- | -------- | -------- | -------- |
| Denominación | Mc       | M'       | M        | M'       | Mk       | M'       | M        | M'       | MB       | M'       | MS       | M'c      |
| Numeración   | 221-1514 | 226-1081 | 225-1033 | 226-1082 | 225-1417 | 226-1083 | 225-1034 | 226-1084 | 237-1017 | 226-1085 | 215-1017 | 222-1514 |

Los coches 2, 4, 8 y 10 estaban equipados cada uno con una cruceta pantograph.
Después de febrero de 1998, el conjunto F80 se usó indistintamente con otros conjuntos F y permaneció en funcionamiento hasta 2004.

### Trenes G (1987 y 1999)

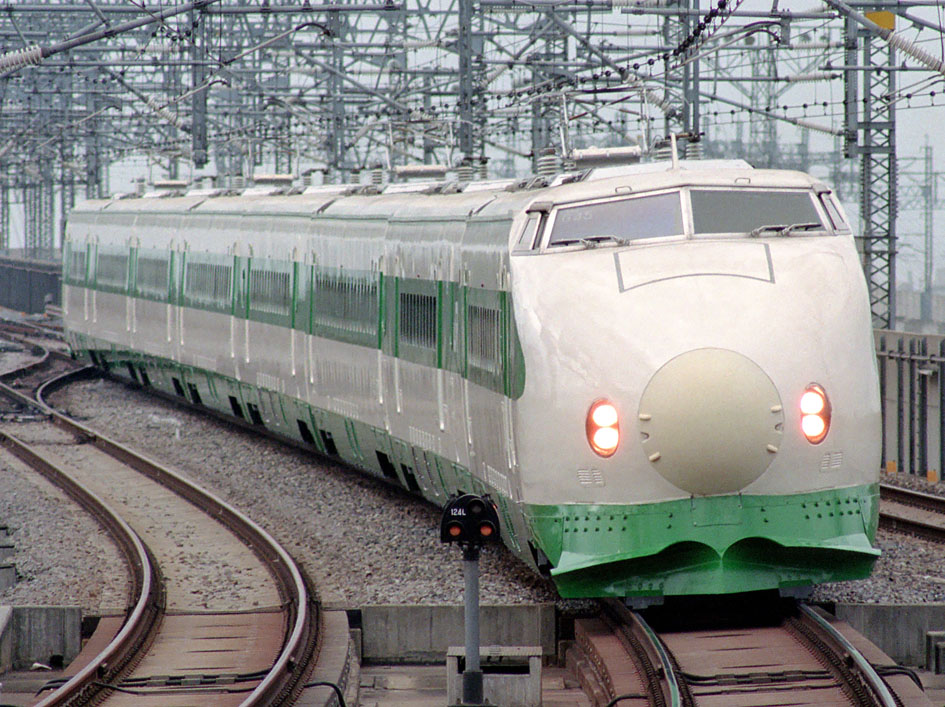
Tren G45 de 8 coches en Omiya, hacia 1990

Conjuntos de 10 coches, y luego de 8 coches, formados a partir de los primeros conjuntos E de 12 coches, con una velocidad máxima de 210 km/h (130,5 mph). Estos entraron en servicio a partir del 18 de abril de 1987.

#### Composiciones
Los conjuntos G iniciales de 10 coches se formaron de la siguiente manera.
| Coche No.    | 1   | 2   | 5       | 6   | 7   | 8   | 9   | 10  | 11  | 12  |
| ------------ | --- | --- | ------- | --- | --- | --- | --- | --- | --- | --- |
| Denominación | Mc  | M'  | M4      | M'  | Ms  | M'  | MB  | M'  | M   | M'c |
| Numeración   | 221 | 226 | 225-400 | 226 | 215 | 226 | 237 | 226 | 225 | 222 |

Los conjuntos G de 8 coches se formaron de la siguiente manera.
| Coche No.    | 1   | 2   | 3       | 4   | 5       | 6   | 7   | 8   |
| ------------ | --- | --- | ------- | --- | ------- | --- | --- | --- |
| Denominación | Mc  | M'  | M4      | M'  | Mhs     | M'  | MB  | M'c |
| Numeración   | 221 | 226 | 225-400 | 226 | 215-300 | 226 | 237 | 222 |

Los coches 2, 4, 6 y 8 estaban equipados con pantógrafos de cruceta. Algunos conjuntos tenían un vagón "Mpk" (numerado 225-400) en lugar del vagón buffet 237 para el vagón 11.

### Trenes H (1990–2005)

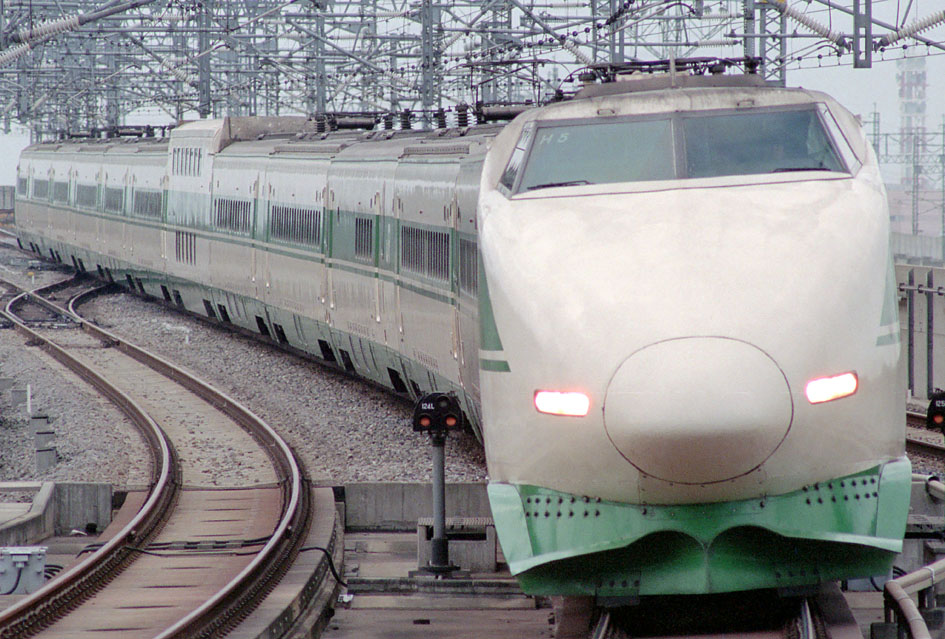
Tren H5 de 13 coches, hacia 1990

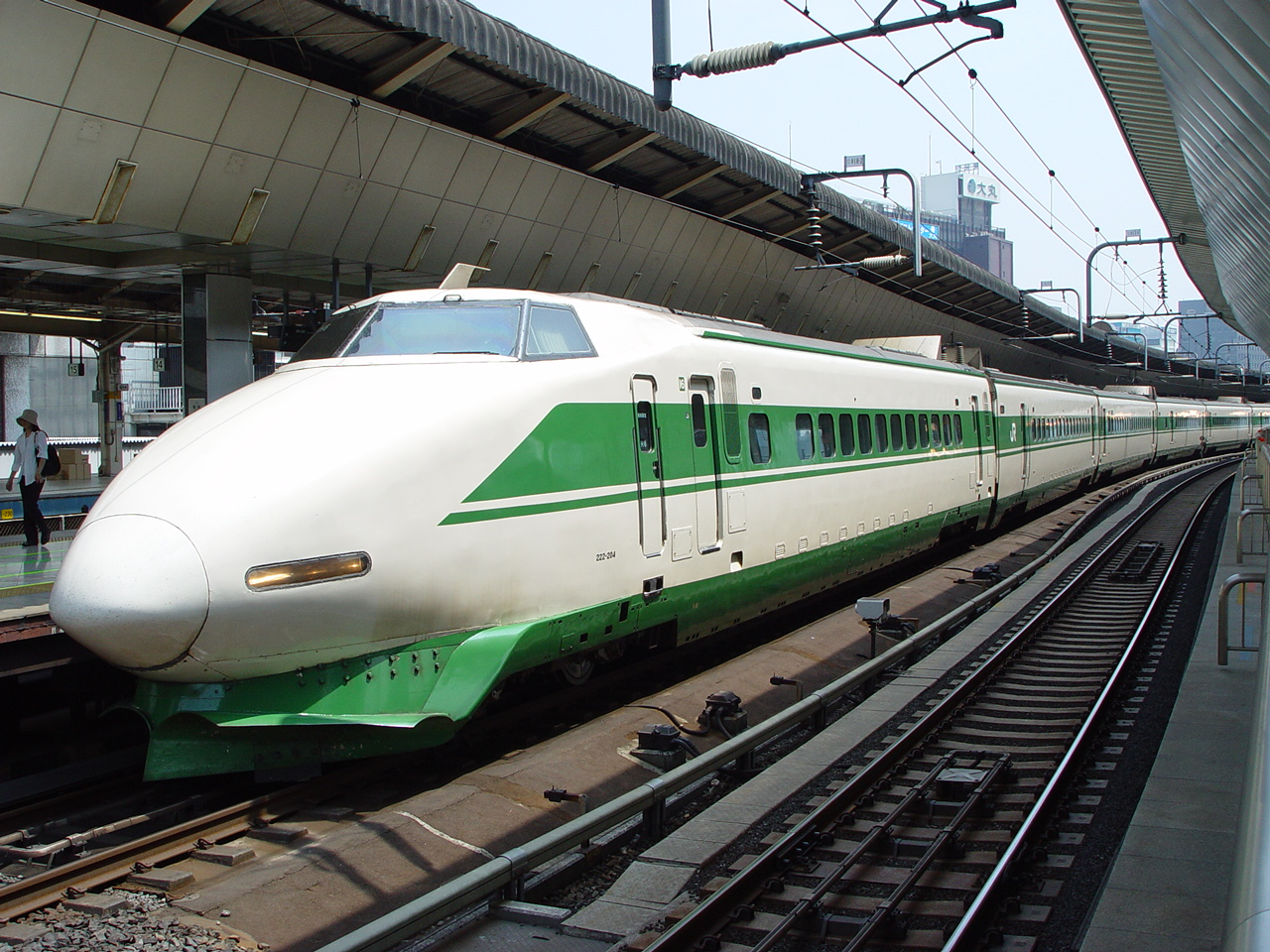
Tren H6 de 16 coches en la Estación de Tokio en junio de 2002

Seis composiciones de 13 coches y posteriormente de 16 coches (H1–H6) con una velocidad máxima de 240 km/h para uso en los servicios Yamabiko (apodado Super Yamabiko), incorporando dos coches verdes de dos niveles (coches 9 y 10) Estos conjuntos entraron en servicio a partir del 23 de junio de 1990.
Las operaciones regulares que usaban conjuntos H de 16 coches terminaron desde el comienzo del calendario revisado el 13 de marzo de 2004, pero los conjuntos H4 y H5 se restablecieron como conjuntos de 12 coches a partir del verano de 2004 para uso estacional con sus coches verdes eliminados. Estos dos conjuntos sobrevivieron hasta mediados de 2005.

#### Composiciones
Los conjuntos H iniciales de 13 coches se formaron de la siguiente manera.
| Coche No.    | 1   | 2   | 3   | 4   | 5       | 6   | 7   | 8   | 9   | 10  | 11  | 12  | 13  |
| ------------ | --- | --- | --- | --- | ------- | --- | --- | --- | --- | --- | --- | --- | --- |
| Denominación | Mc  | M'  | M   | M'  | Mk      | M'  | TsD | Ms  | M'  | MB  | M'  | M   | M'c |
| Numeración   | 221 | 226 | 225 | 226 | 225-400 | 226 | 249 | 215 | 226 | 237 | 226 | 225 | 222 |

Los conjuntos H de 16 coches se formaron de la siguiente manera.
| Coche No.        | 1       | 2       | 3   | 4       | 5   | 6   | 7       | 8       | 9    | 10  | 11      | 12      | 13      | 14      | 15  | 16      |
| ---------------- | ------- | ------- | --- | ------- | --- | --- | ------- | ------- | ---- | --- | ------- | ------- | ------- | ------- | --- | ------- |
| Denominación     | Mc      | M'      | M   | M'      | M   | M'  | Mk      | M'      | T'sD | TsD | MCON    | M'      | M       | M'      | M   | M'c     |
| Numeración       | 221-200 | 226-100 | 225 | 226-100 | 225 | 226 | 225-400 | 226-100 | 249  | 248 | 225-100 | 226-100 | 225-200 | 226-100 | 225 | 222-200 |
| Seating capacity | 50      | 95      | 80  | 95      | 80  | 95  | 70      | 95      | 67   | 40  | 70      | 95      | 68      | 95      | 80  | 55      |

Los coches 2, 4, 8, 12 y 14 estaban equipados cada uno con un pantógrafo de cruceta.
Los conjuntos H de 12 coches (H4 y H5) se formaron de la siguiente manera.
| Coche No.    | 1       | 2       | 3   | 4       | 5       | 6       | 7   | 8       | 9       | 10      | 11      | 12      |
| ------------ | ------- | ------- | --- | ------- | ------- | ------- | --- | ------- | ------- | ------- | ------- | ------- |
| Denominación | Mc      | M'      | M   | M'      | Mk      | M'      | M   | M'      | M       | M'      | Mcon    | M'c     |
| Numeración   | 221-200 | 226-100 | 225 | 226-100 | 225-400 | 226-100 | 225 | 226-100 | 225-200 | 226-100 | 225-100 | 222-200 |

Los automóviles 2, 4, 6, 8 y 10 estaban equipados cada uno con un pantógrafo de cruceta.

### Trenes K (1992–2013)

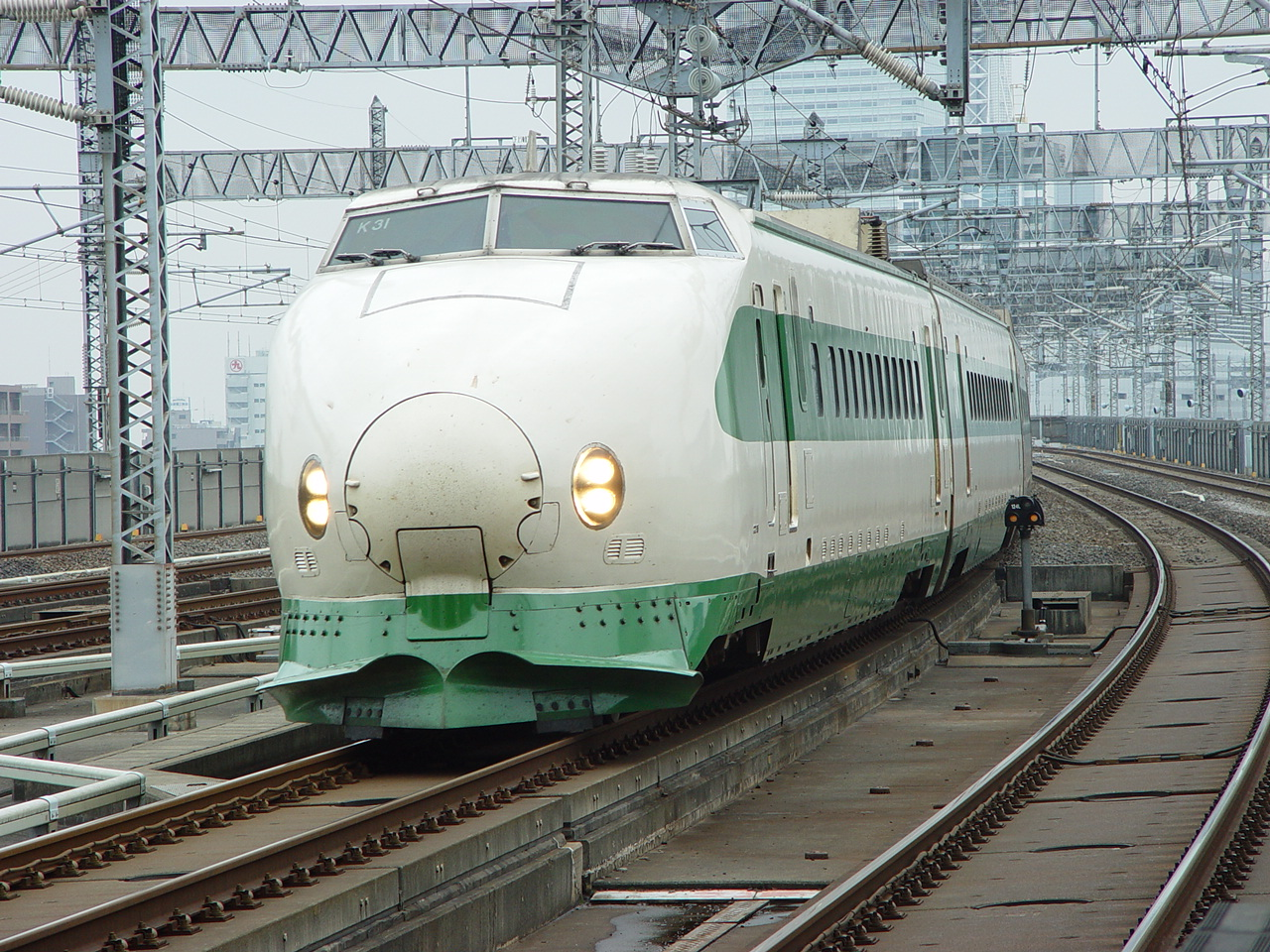
Composición K31 de 10 coches en un servicio Nasuno en junio de 2002

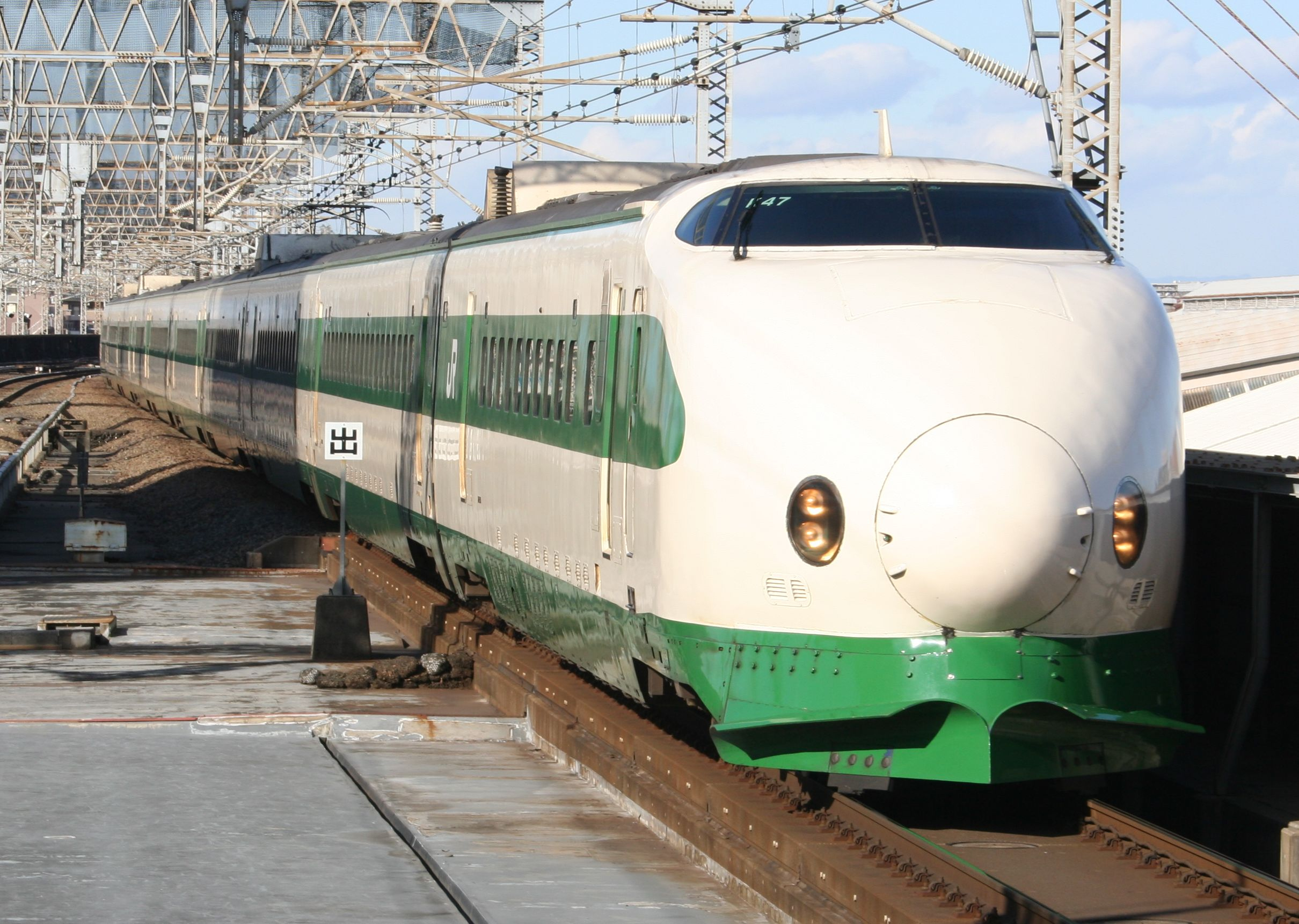
Composición K47 recuperada en un servicio "Tanigawa" en enero de 2011

Juegos de 8 coches y posteriores de 10 coches con una velocidad máxima de 240 km/h (149 mph) modificados con acopladores de morro para funcionar junto con los juegos 400 series  Yamagata Shinkansen y los juegos E3 series  Akita Shinkansen.
Los juegos restantes en uso en el Tōhoku Shinkansen se retiraron el 19 de noviembre de 2011, pero los juegos de la serie 200 continuaron usándose en el Jōetsu Shinkansen. Los últimos equipos restantes se retiraron del servicio regular al comienzo del horario revisado el 16 de marzo de 2013.

#### Composiciones
Los K conjuntos se forman de la siguiente manera.
| Coche No.    | 1   | 2   | 3   | 4   | 5   | 6   | 7   | 8   | 9   | 10  |
| ------------ | --- | --- | --- | --- | --- | --- | --- | --- | --- | --- |
| Denominación | Mc  | M'  | M   | M'  | M   | M'  | Mpk | M'  | Ms  | M'c |
| Numeración   | 221 | 226 | 225 | 226 | 225 | 226 | 225 | 226 | 215 | 222 |

#### Interior

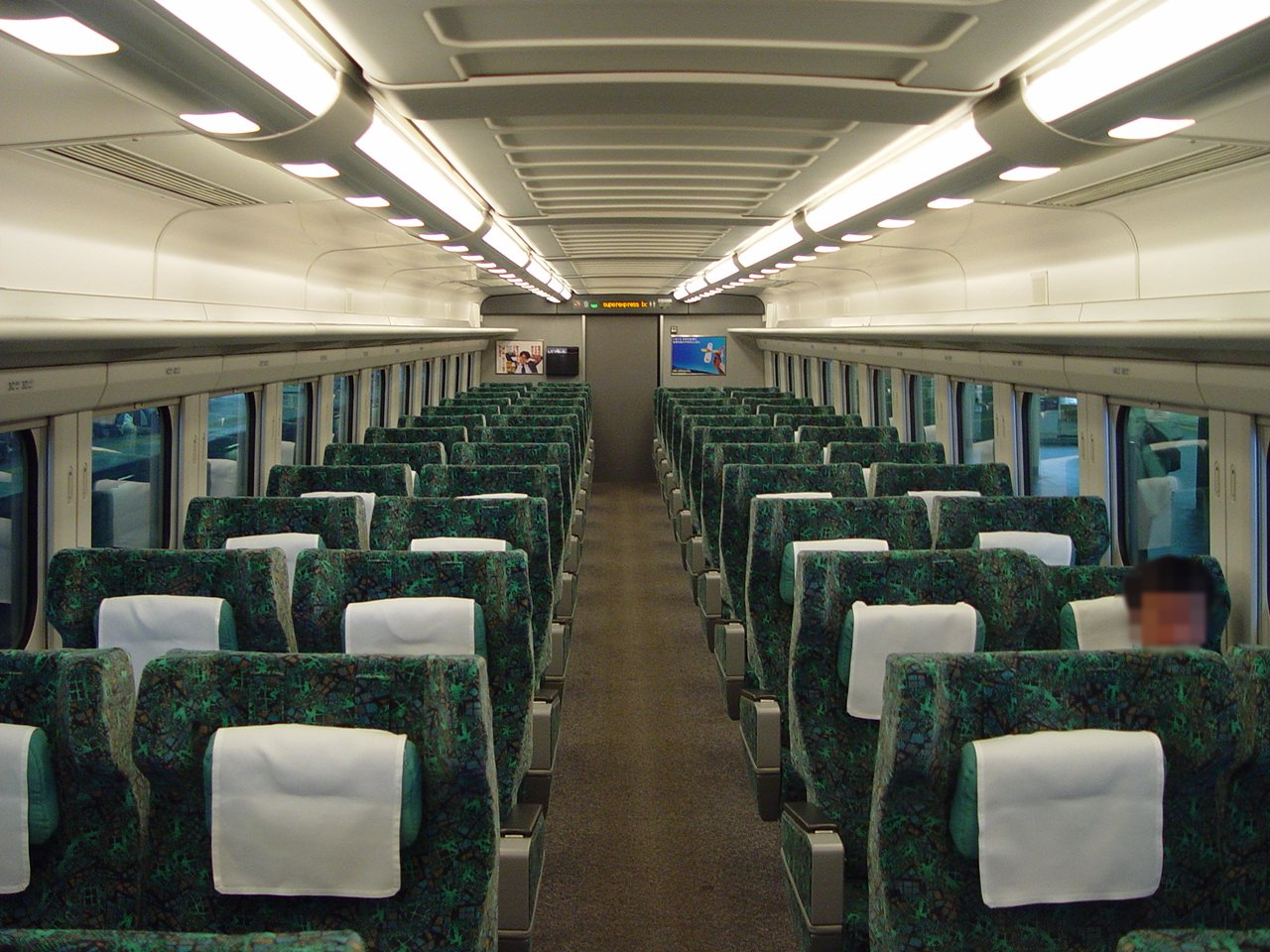
Coche verde reacondicionado, agosto de 2002
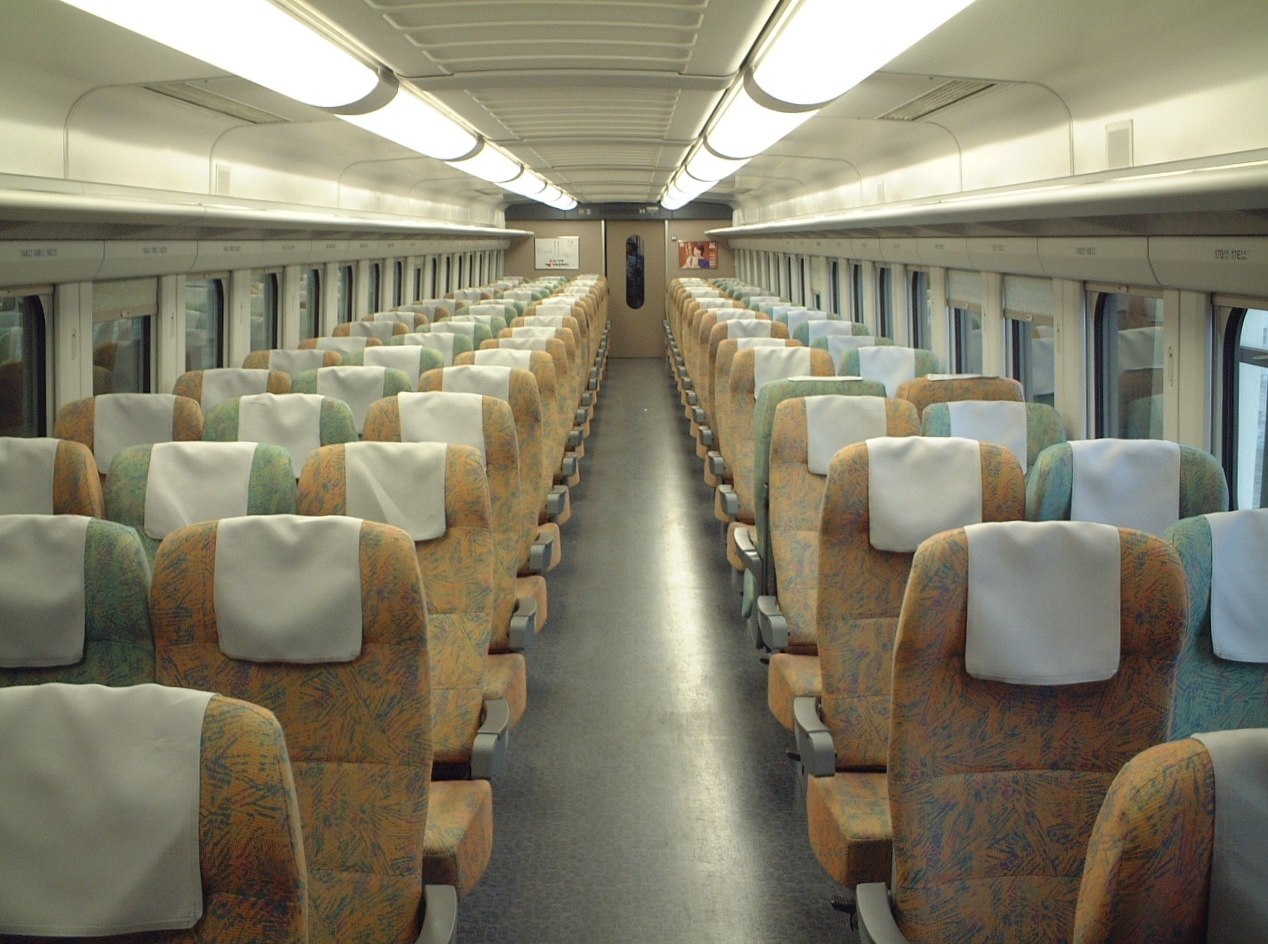
Coche de clase estándar reacondicionado, enero de 2002

## Servicios de tren para eventos especiales

### Tohoku Shinkansen 25 aniversario

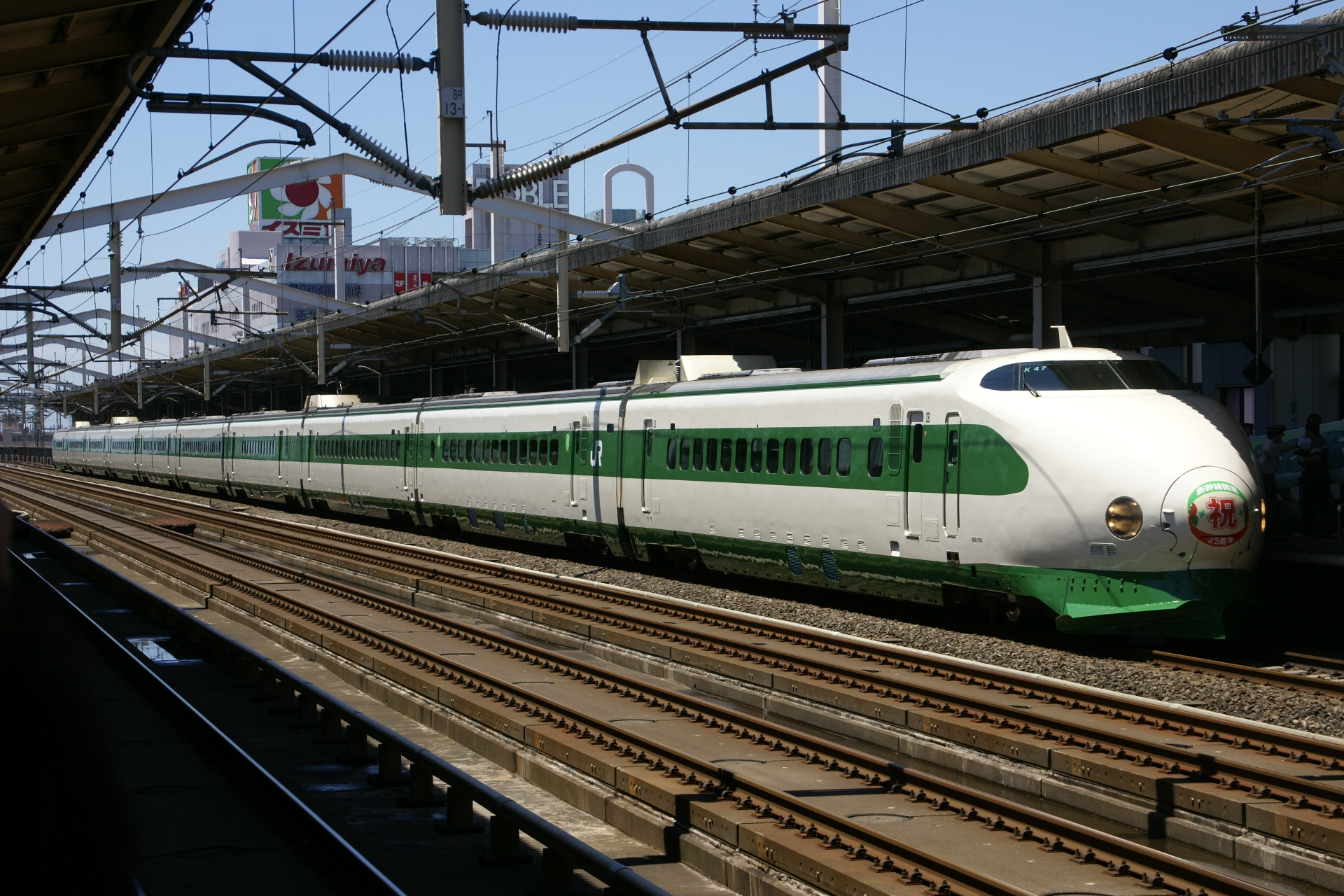
Composición K47 de 10 coches reacondicionada con su "antigua librea" en un trabajo especial de su 25 aniversario, el 23 de junio de 2007

El 23 de junio de 2007, el juego de 10 coches K47 se utilizó para un servicio especial "Yamabiko" 931 de Omiya a Morioka para conmemorar el 25 aniversario de la apertura del Tohoku Shinkansen. Set K47 se volvió a pintar especialmente en su librea verde y marfil original para este evento.

### Tohoku Shinkansen 30 aniversario
El 23 de junio de 2012, el juego de 10 coches K47 se utilizó para un servicio especial "Yamabiko" 235 de Omiya a Morioka para conmemorar el 30 aniversario de la apertura del Tohoku Shinkansen.

### Joetsu Shinkansen 30 aniversario
El 17 de noviembre de 2012, se utilizó el juego de 10 coches K47 para un servicio Joetsu Shinkansen 30th Anniversary (上越新幹線開業30周年号」 Jōetsu Shinkansen Kaigyō 30-shūnen-gō?) especial, funcionando como "Toki" 395, de Omiya a Niigata.

### Sayonara 200 serie Yamabiko
El 30 de marzo de 2013, el juego K47 de 10 coches se utilizó para un tren especial Sayonara 200 series Yamabiko (さよなら２００系やまびこ号?) operado desde Morioka a Tokio, tras la retirada de los trenes de la serie 200 de los servicios regulares programados el 16 de marzo.

### Serie Arigato 200
El 13 de abril de 2013, se ejecutó un servicio especial Arigato 200 series (ありがとう２００系号?) desde Sendai a Ueno en Tokio.

### Serie Sayonara 200
El 14 de abril de 2013, el juego K47 de 10 coches se utilizó para dos servicios Sayonara 200 series (さよなら２００系号?) finales de Niigata a Tokio y de Omiya a Niigata, marcando la última operación pública de los trenes de la serie 200.

## Descarrilamiento

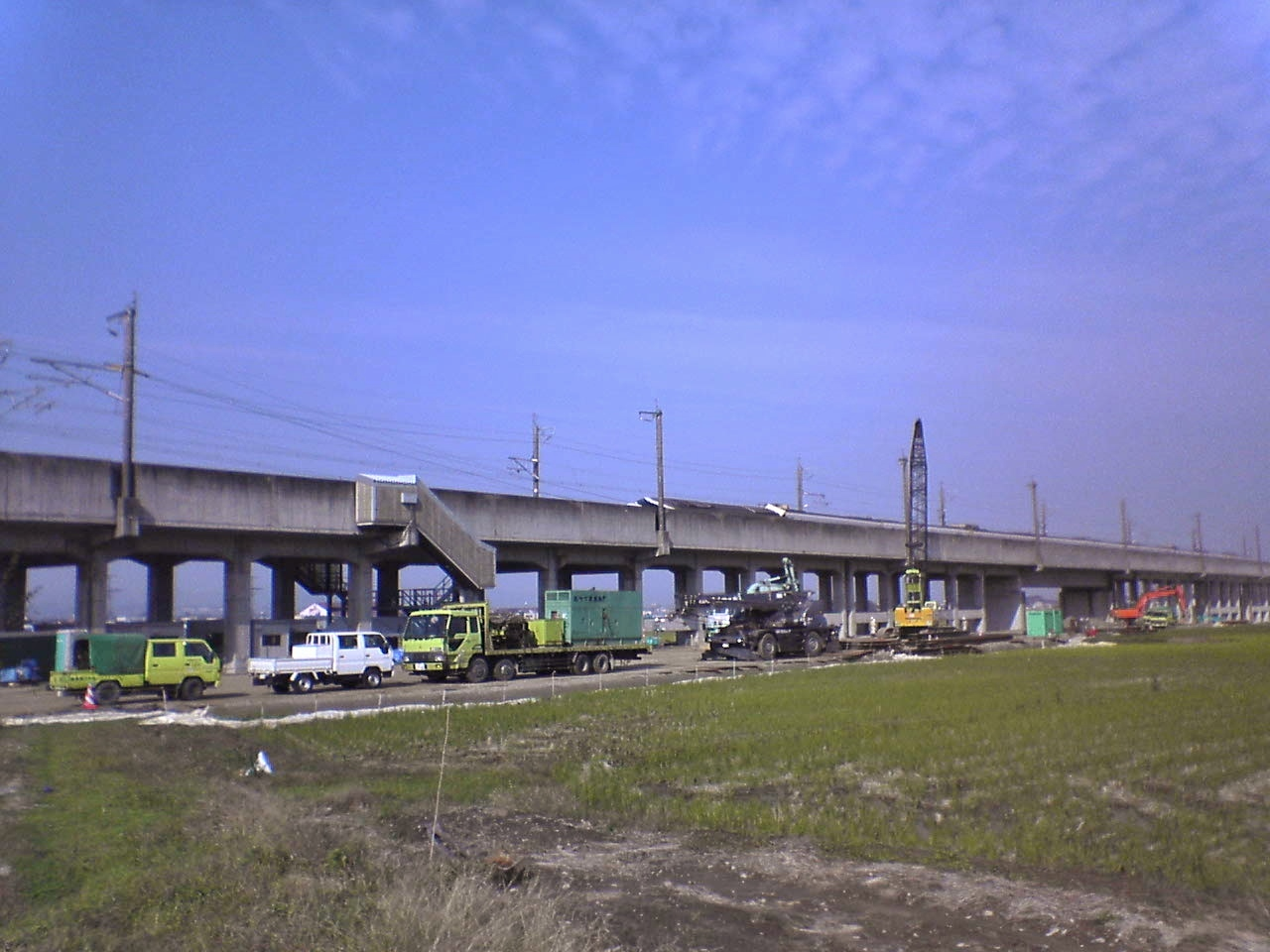
Vista del tren descarrilado varios días después del terremoto

Un tren de la serie 200 reacondicionado (K25 en el servicio 325 Toki) descarriló en la línea Jōetsu Shinkansen mientras viajaba a una velocidad de aproximadamente 200 km/h entre  Nagaoka Station y  Urasa Station el 23 de octubre de 2004 durante el terremoto de Chuetsū de 2004. Ocho de los diez coches descarrilaron. Este fue el primer descarrilamiento de un tren Shinkansen en servicio. Ninguno de los 155 pasajeros a bordo resultó herido. El set K25 se retiró oficialmente el 25 de marzo de 2005.

## Ejemplos conservados
- 221-1 y 237-1 (ex-set E1, más tarde F30) en Sendai General Shinkansen Depot[15]
- 215-1, 222-1, 226-1 (todos ex-set E1, luego F30) y 249-5 (ex-set H5) almacenado al aire libre en Sendai General Shinkansen Depot,[15] pero todo cortado en 2010
- 215-15, 221-15 y 237-15 (ex-conjunto E15, más tarde F37) junto a  Nagareyama Onsen Station en  Hakodate Main Line[15] (cortado en junio de 2013)[16]
- 222-35 (ex conjunto K31) en The Railway Museum en Saitama (Saitama)[15]
- 221-1505 (ex-set K25) en  JR East General Training Center en la ciudad de Shirakawa. Prefectura de Fukushima. donde se conserva y exhibe.
- 221-1510 (ex-set F13, más tarde K47) fuera del Museo del Ferrocarril Niitsu de la ciudad de Niigata en Niitsu (Niigata) desde junio de 2013

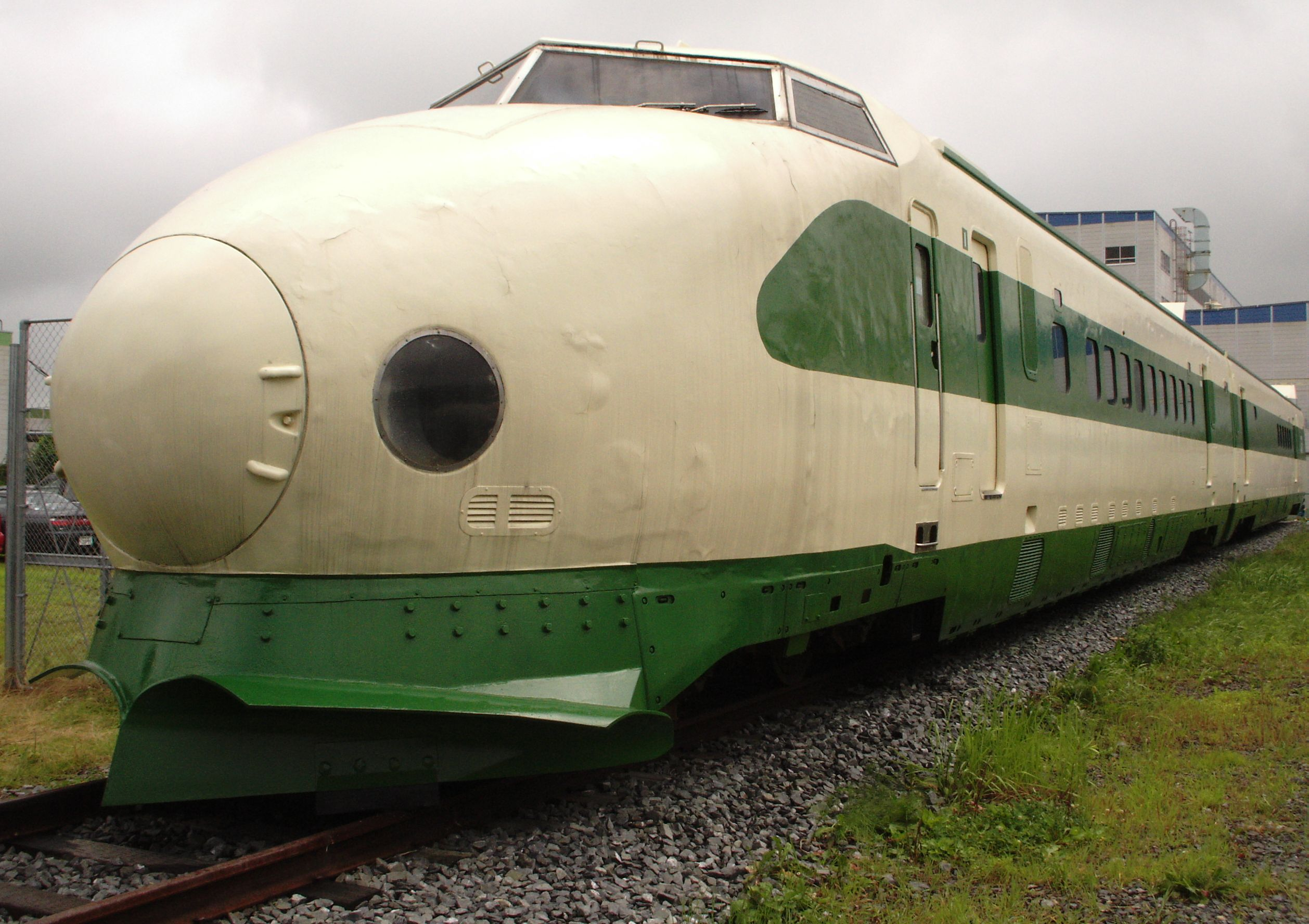
Coche conservado 221-1 en Sendai General Shinkansen Depot en julio de 2006
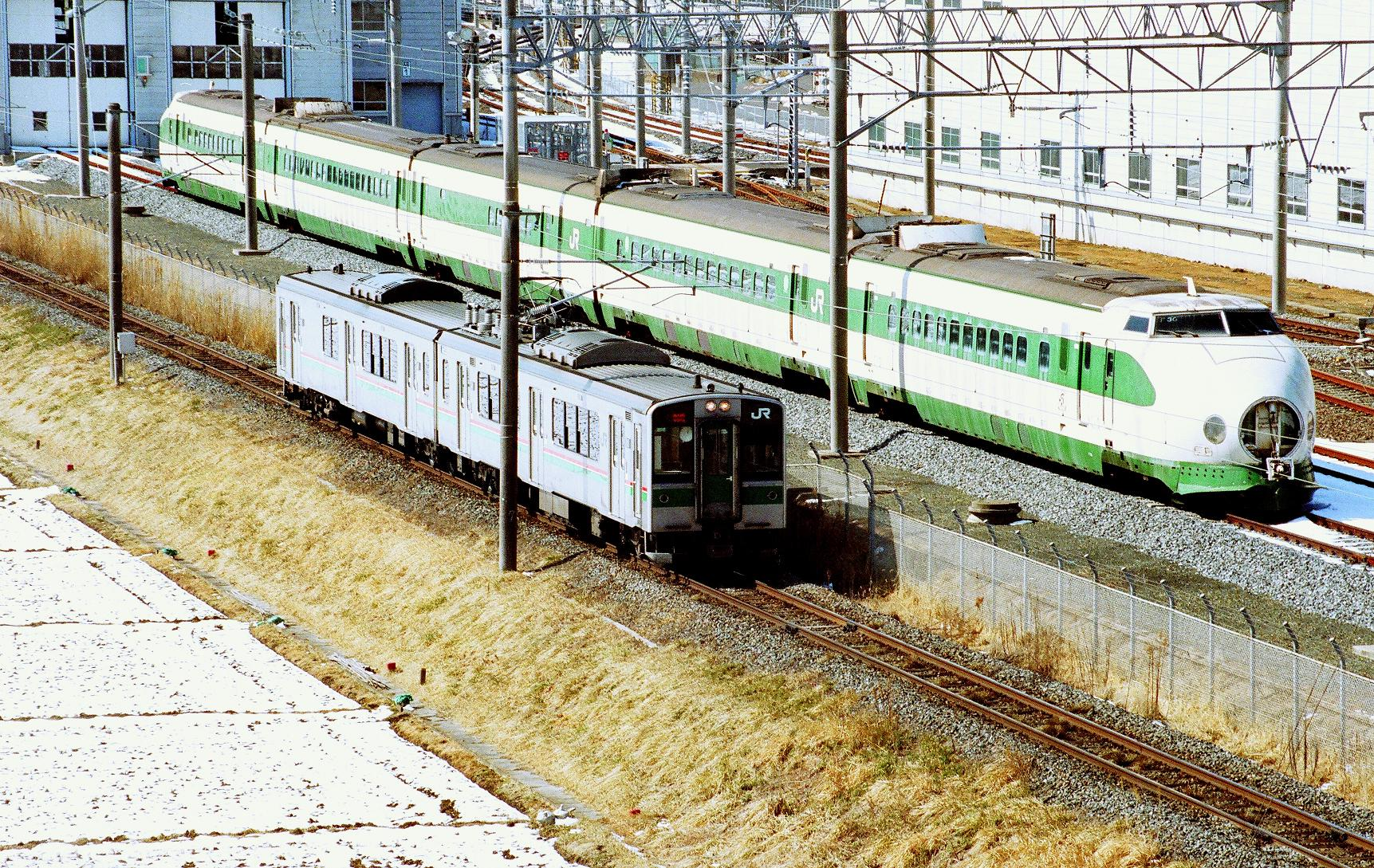
Cinco autos del antiguo set F30 almacenados en Sendai General Shinkansen Depot en enero de 2003
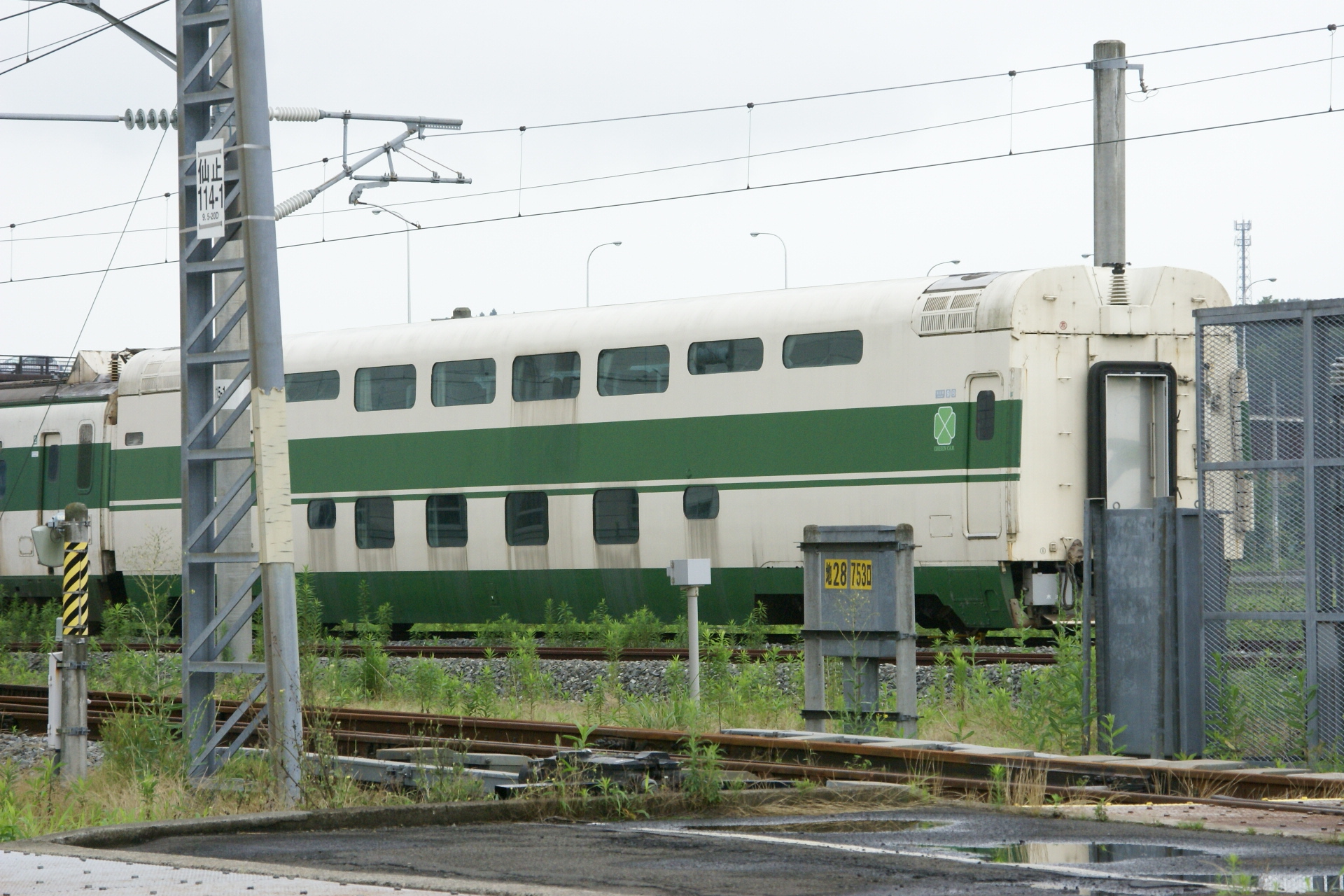
Coche 249-5 del antiguo juego H5 almacenado en Sendai General Shinkansen Depot en julio de 2008
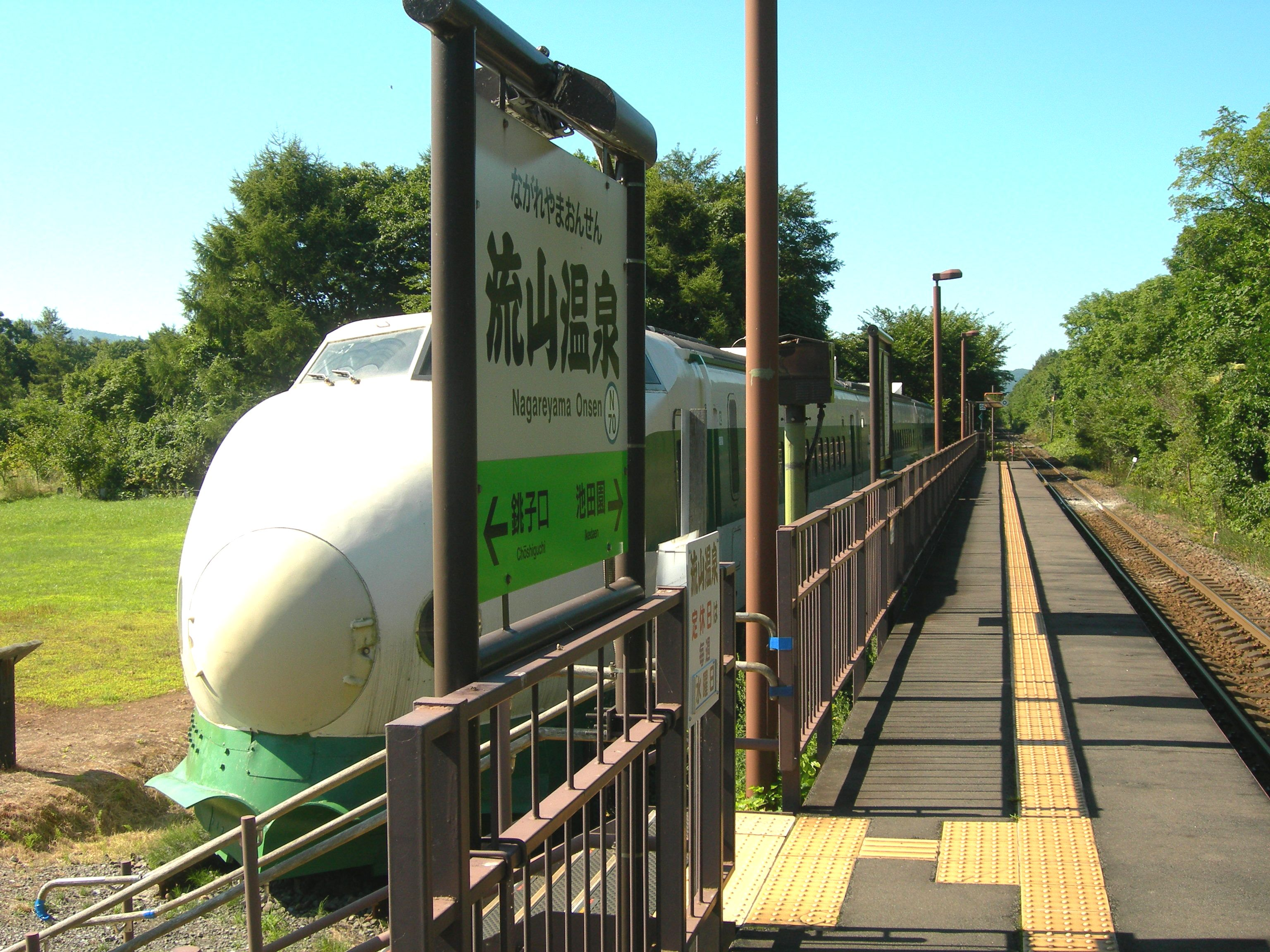
Coches de la serie 200 conservados junto a la estación Nagareyama Onsen en Hokkaido en agosto de 2011
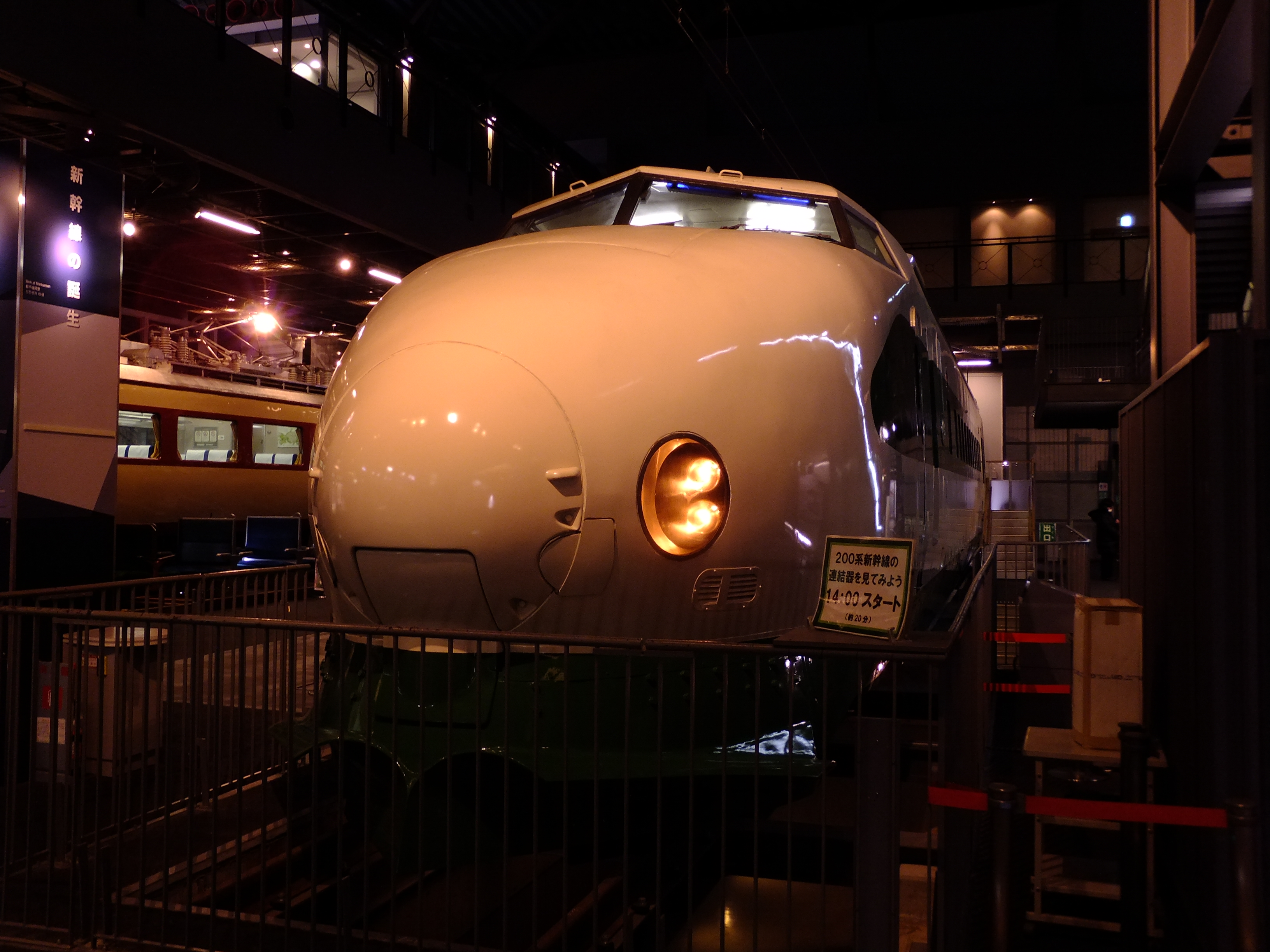
Coche conservado 222-35 en el Museo del Ferrocarril de Saitama en enero de 2015
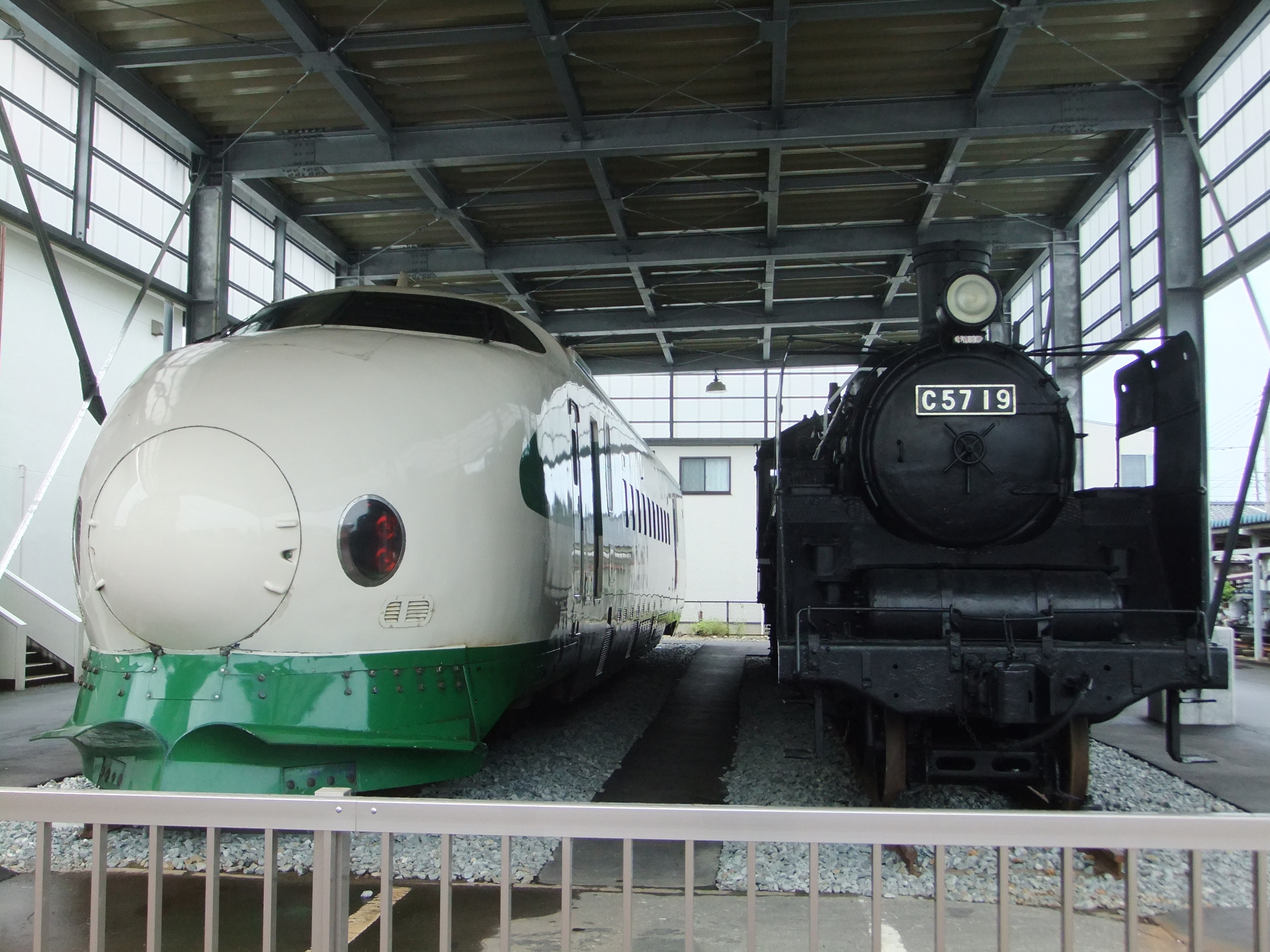
Coche conservado 221-1510 fuera del Museo del Ferrocarril Niitsu de la ciudad de Niigata en agosto de 2014

## Lectura adicional
- Kodama, Mitsuo (March 2013). «ja:さようなら200系» [Goodbye 200 series]. Rail Magazine (en japonés) (Japan: Neko Publishing Co., Ltd.) (354): 25-33.
- Manabe, Yūji (June 2013). «ja:200系～編成研究のまとめ» [200 series: An overview of formation studies].  Japan Railfan Magazine (en japonés) (Japan: Koyusha Co., Ltd.) 53 (626): 40-53.